# Grell
Pour les articles homonymes, voir Eduard Grell, Heinrich Grell et Mike Grell.
 (février 2020).
Si vous disposez d'ouvrages ou d'articles de référence ou si vous connaissez des sites web de qualité traitant du thème abordé ici, merci de compléter l'article en donnant les références utiles à sa vérifiabilité et en les liant à la section « Notes et références ».
Albums de Killerpilze
Ein Bisschen Zeitgeist
(2011)
Grell est le cinquième album du groupe allemand Killerpilze. Il est sorti le 1er mars 2013 en Allemagne et le 15 avril en France.

## Titres
1. Jäger (Das Kann Doch Nicht Alles Sein Pt.1)
2. Grell
3. Die Stadt Klingt Immer Noch Nach Uns
4. Erster Zug Nach Paris
5. Nimm Mich Mit
6. Sommerregen
7. A.W.I.T.M
8. Studieren
9. Atomic
10. Lauf (Das Kann Doch Nicht Alles Seint Pt.2)
11. Himmel I (Prelude)
12. Himmel II
13. Himmel III